# Pterocerina bifasciata
Pterocerina bifasciata é uma espécie de mosca ulita ou do tipo foto-asa do gênero Pterocerina, da superfamília Tephritidae e da família Ulidiidae.
A espécie encontra-se distribuída no Peru.
A Pterocerina bifasciata foi descrita pela primeira vez em 1909, por Friedrich Georg Hendel.